# Seznam dílů seriálu JAG
Toto je seznam dílů seriálu JAG. Americký dramatický seriál JAG byl vysílán v letech 1995–2005, v deseti řadách vzniklo celkem 227 dílů. První řada byla vysílána na stanici NBC, její závěrečný díl se ale objevil na stanici USA Network. Ostatní řady vysílala televize CBS.

## Přehled řad
| Řada | Díly | Premiéra v USA | Premiéra v USA    | Premiéra v ČR   | Premiéra v ČR   | Stanice v USA |
| Řada | Díly | První díl      | Poslední díl      | První díl       | Poslední díl    | Stanice v USA |
| ---- | ---- | -------------- | ----------------- | --------------- | --------------- | ------------- |
| 1    | 22   | 23. září 1995  | 15. července 1996 | 21. září 1997   | 19. února 1998  | NBC           |
| 2    | 15   | 3. ledna 1997  | 18. dubna 1997    | 26. února 1998  | 11. června 1998 | CBS           |
| 3    | 24   | 23. září 1997  | 19. května 1998   | 18. června 1998 | 28. ledna 1999  | CBS           |
| 4    | 24   | 22. září 1998  | 25. května 1999   | 3. září 1999    | 27. února 2000  | CBS           |
| 5    | 25   | 21. září 1999  | 23. května 2000   | 6. března 2001  | 18. dubna 2001  | CBS           |
| 6    | 24   | 3. října 2000  | 22. května 2001   | 6. října 2001   | 2. března 2002  | CBS           |
| 7    | 24   | 25. září 2001  | 21. května 2002   | 6. září 2003    | 7. února 2004   | CBS           |
| 8    | 24   | 24. září 2002  | 20. května 2003   | 5. září 2004    | 27. února 2005  | CBS           |
| 9    | 23   | 26. září 2003  | 21. května 2004   | 15. října 2005  | 5. února 2007   | CBS           |
| 10   | 22   | 24. září 2004  | 29. dubna 2005    | 6. února 2007   | 7. března 2007  | CBS           |

## Seznam dílů

### První řada (1995–1996)
| Č. v seriálu | Č. v řadě | Původní název    | Český název      | Režie                | Scénář                                                                                             | Premiéra v USA (NBC)            | Premiéra v ČR      |
| ------------ | --------- | ---------------- | ---------------- | -------------------- | -------------------------------------------------------------------------------------------------- | ------------------------------- | ------------------ |
| 1–2          | 12        | A New Life       | —                | Donald P. Bellisario | Donald P. Bellisario                                                                               | 23. září 1995                   | 21. září 1997      |
| 3            | 3         | Shadow           | Stín             | Donald P. Bellisario | Donald P. Bellisario                                                                               | 30. září 1995                   | 25. září 1997      |
| 4            | 4         | Desert Son       | Dezertér         | Joe Napolitano       | námět: Robert Crais scénář: Robert Crais, Evan Katz a Donald P. Bellisario                         | 7. října 1995                   | 2. října 1997      |
| 5            | 5         | Déjà Vu          | Déjà vu          | Doug Lefler          | Evan Katz                                                                                          | 21. října 1995                  | 16. října 1997     |
| 6            | 6         | Pilot Error      | Chyba pilota     | Les Landau           | námět: Jack Orman scénář: Jack Orman, Robert Cochran a Donald P. Bellisario                        | 4. listopadu 1995               | 23. října 1997     |
| 7            | 7         | War Cries        | Válečný pláč     | Duwayne Dunham       | R. Scott Gemmill                                                                                   | 11. listopadu 1995              | 30. října 1997     |
| 8            | 8         | Brig Break       | Útěk             | Jim Johnston         | námět: Robert Cochran scénář: Reuben Leder a Robert Cochran                                        | 2. prosince 1995                | 9. října 1997      |
| 9            | 9         | Scimitar         | Simitar          | John McPherson       | Robert Cochran                                                                                     | 9. prosince 1995                | 20. listopadu 1997 |
| 10           | 10        | Boot             | Výcvikový tábor  | Jim Johnston         | Lucian K. Truscott IV                                                                              | 6. ledna 1996                   | 27. listopadu 1997 |
| 11           | 11        | Sightings        | Úkazy            | Tom Del Ruth         | Evan Katz                                                                                          | 13. ledna 1996                  | 6. listopadu 1997  |
| 12           | 12        | The Brotherhood  | Bratrstvo        | Michael Zinberg      | R. Scott Gemmill a Donald P. Bellisario                                                            | 3. února 1996                   | 13. listopadu 1997 |
| 13           | 13        | Defensive Action | Obranná akce     | Ray Austin           | Terry Curtis Fox                                                                                   | 13. března 1996                 | 4. prosince 1997   |
| 14           | 14        | Smoked           | Kouřová clona    | Jim Johnston         | Donald P. Bellisario                                                                               | 20. března 1996                 | 11. prosince 1997  |
| 15           | 15        | Hemlock          | Hemlock          | Jim Johnston         | námět: Robert Cochran, Jack Orman a Donald P. Bellisario scénář: Jack Orman a Donald P. Bellisario | 27. března 1996                 | 18. prosince 1997  |
| 16           | 16        | High Ground      | Nebezpečné území | Ray Austin           | Robert L. McCullough a Greg Strangis                                                               | 3. dubna 1996                   | 8. ledna 1998      |
| 17           | 17        | Black Ops        | Zvláštní akce    | Ray Austin           | námět: Greg Strangis, Peter Lance a Robert McCullough scénář: Greg Strangis a Robert L. McCullough | 10. dubna 1996                  | 15. ledna 1998     |
| 18           | 18        | Survivors        | Ti, co přežili   | Greg Beeman          | námět: R. Scott Gemmill scénář: R. Scott Gemmill, Donald P. Bellisario a Jack Orman                | 17. dubna 1996                  | 22. ledna 1998     |
| 19           | 19        | Recovery         | Oprava           | Joe Napolitano       | Jack Orman                                                                                         | 1. května 1996                  | 29. ledna 1998     |
| 20           | 20        | The Prisoner     | Zajatec          | Michael Zinberg      | Evan Katz                                                                                          | 8. května 1996                  | 5. února 1998      |
| 21           | 21        | Ares             | Ares             | Ray Austin           | Eric Hall a Jack Orman                                                                             | 22. května 1996                 | 12. února 1998     |
| 22           | 22        | Skeleton Crew    | Posádka mrtvých  | Donald P. Bellisario | Donald P. Bellisario                                                                               | 15. července 1995 (USA Network) | 19. února 1998     |

### Druhá řada (1997)
| Č. v seriálu | Č. v řadě | Původní název      | Český název              | Režie           | Scénář                                                                 | Premiéra v USA (CBS) | Premiéra v ČR   |
| ------------ | --------- | ------------------ | ------------------------ | --------------- | ---------------------------------------------------------------------- | -------------------- | --------------- |
| 23           | 1         | We the People      | My občané                | Les Landau      | Donald P. Bellisario                                                   | 3. ledna 1997        | 26. února 1998  |
| 24           | 2         | Secrets            | Utajení                  | Ray Austin      | Tom Towler                                                             | 10. ledna 1997       | 5. března 1998  |
| 25           | 3         | Jinx               | Smůla                    | Jerry Jameson   | Jack Orman                                                             | 17. ledna 1997       | 12. března 1998 |
| 26           | 4         | Heroes             | Hrdinové                 | Tony Wharmby    | R. Scott Gemmill                                                       | 24. ledna 1997       | 19. března 1998 |
| 27           | 5         | Crossing the Line  | Překročení rovníku       | Tony Wharmby    | Stephen Zito                                                           | 31. ledna 1997       | 26. března 1998 |
| 28           | 6         | Trinity            | Trojice                  | Alan J. Levi    | Jack Orman                                                             | 7. února 1997        | 2. dubna 1998   |
| 29           | 7         | Ghosts             | Přízrak                  | Ray Austin      | námět: Brian Nelson a R. Scott Gemmill scénář: R. Scott Gemmill        | 14. února 1997       | 9. dubna 1998   |
| 30           | 8         | Full Engagement    | S plným nasazením        | Alan J. Levi    | Jack Orman                                                             | 21. února 1997       | 16. dubna 1998  |
| 31           | 9         | Washington Holiday | Prázdniny ve Washingtonu | Joe Napolitano  | Stephen Zito                                                           | 28. února 1997       | 23. dubna 1998  |
| 32           | 10        | The Game of Go     | Partie go                | Ray Austin      | Tom Towler                                                             | 28. února 1997       | 30. dubna 1998  |
| 33           | 11        | Force Recon        | Zásahová jednotka        | Alan J. Levi    | námět: Tom Towler a R. Scott Gemmill scénář: Tom Towler a Stephen Zito | 7. března 1997       | 7. května 1998  |
| 34           | 12        | The Guardian       | Strážce                  | Michael Schultz | Jack Orman                                                             | 28. března 1997      | 21. května 1998 |
| 35           | 13        | Code Blue          | Modrý kód                | Tony Wharmby    | R. Scott Gemmill                                                       | 4. dubna 1997        | 4. června 1998  |
| 36           | 14        | Cowboys & Cossacks | Kovbojové a kozáci       | Tony Wharmby    | R. Scott Gemmill                                                       | 11. dubna 1997       | 28. května 1998 |
| 37           | 15        | Rendezvous         | Schůzka                  | Duwayne Dunham  | Craig Tepper                                                           | 18. dubna 1997       | 11. června 1998 |

### Třetí řada (1997–1998)
| Č. v seriálu | Č. v řadě | Původní název                       | Český název                          | Režie                | Scénář                                                                       | Premiéra v USA (CBS) | Premiéra v ČR      |
| ------------ | --------- | ----------------------------------- | ------------------------------------ | -------------------- | ---------------------------------------------------------------------------- | -------------------- | ------------------ |
| 38           | 1         | Ghost Ship                          | Loď duchů                            | Donald P. Bellisario | námět: Paul T. Gillcrist a Donald P. Bellisario scénář: Donald P. Bellisario | 23. září 1997        | 18. června 1998    |
| 39           | 2         | The Court-Martial of Sandra Gilbert | Vojenský soud se Sandrou Gilbertovou | Alan J. Levi         | Stephen Zito                                                                 | 30. září 1997        | 3. září 1998       |
| 40           | 3         | The Good of the Service             | V zájmu armády                       | Alan J. Levi         | Larry Moskowitz                                                              | 7. října 1997        | 25. června 1998    |
| 41           | 4         | Blind Side                          | Slabá stránka                        | Tony Wharmby         | Dana Coen                                                                    | 14. října 1997       | 10. září 1998      |
| 42           | 5         | King of the Fleas                   | Bleší král                           | Tony Wharmby         | Dana Coen                                                                    | 21. října 1997       | 17. září 1998      |
| 43           | 6         | Vanished                            | Zmizení                              | Alan J. Levi         | R. Scott Gemmill                                                             | 28. října 1997       | 24. září 1998      |
| 44           | 7         | Against All Enemies                 | Proti všem nepřátelům                | Joe Napolitano       | Alex Davidson                                                                | 4. listopadu 1997    | 1. října 1998      |
| 45           | 8         | Above and Beyond                    | Za statečnost                        | Tony Wharmby         | Paul Levine                                                                  | 11. listopadu 1997   | 8. října 1998      |
| 46           | 9         | Impact                              | Havárie                              | Paul Schneider       | R. Scott Gemmill                                                             | 18. listopadu 1997   | 15. října 1998     |
| 47           | 10        | People v. Rabb                      | Lid versus Rabb                      | Greg Beeman          | Larry Moskowitz                                                              | 25. listopadu 1997   | 22. října 1998     |
| 48           | 11        | Defenseless                         | Ženský instinkt                      | Tony Wharmby         | Kimberly Costello                                                            | 9. prosince 1997     | 29. října 1998     |
| 49           | 12        | Someone to Watch over Annie         | Návštěva Annie                       | Greg Beeman          | Stephen Zito                                                                 | 6. ledna 1998        | 5. listopadu 1998  |
| 50           | 13        | With Intent to Die                  | S úmyslem zemřít                     | Winrich Kolbe        | Larry Moskowitz                                                              | 13. ledna 1998       | 12. listopadu 1998 |
| 51           | 14        | Father's Day                        | Den otce                             | Tony Wharmby         | Dana Coen                                                                    | 3. února 1998        | 19. listopadu 1998 |
| 52           | 15        | Yesterday's Heroes                  | Hrdinové včerejška                   | Greg Beeman          | R. Scott Gemmill                                                             | 24. února 1998       | 26. listopadu 1998 |
| 53           | 16        | Chains of Command                   | Služební postup                      | Tony Wharmby         | Stephen Zito                                                                 | 3. března 1998       | 3. prosince 1998   |
| 54           | 17        | The Stalker                         | Vražedná posedlost                   | Scott Brazil         | Larry Moskowitz                                                              | 17. března 1998      | 10. prosince 1998  |
| 55           | 18        | Tiger, Tiger                        | Tygři                                | Tony Wharmby         | Thom Parham                                                                  | 24. března 1998      | 17. prosince 1998  |
| 56           | 19        | Death Watch                         | Osudná hlídka                        | Donald P. Bellisario | Donald P. Bellisario                                                         | 31. března 1998      | 7. ledna 1999      |
| 57           | 20        | The Imposter                        | Dvojník                              | Alan J. Levi         | R. Scott Gemmill                                                             | 21. dubna 1998       | 14. ledna 1999     |
| 58           | 21        | The Return of Jimmy Blackhorse      | Návrat Jimmyho Blackhorse            | Alan J. Levi         | Dana Coen                                                                    | 28. dubna 1998       | 21. ledna 1999     |
| 59           | 22        | Clipped Wings                       | Obětní beránek                       | Tony Wharmby         | Stephen Zito                                                                 | 5. května 1998       | 28. ledna 1999     |
| 60           | 23        | Wedding Bell Blues                  | Předsvatební chmury                  | Alan J. Levi         | námět: Larry Moskowitz scénář: R. Scott Gemmill a Stephen Zito               | 12. května 1998      | 18. ledna 2001     |
| 61           | 24        | To Russia with Love                 | Srdečný pozdrav do Ruska             | Tony Wharmby         | Larry Moskowitz a Donald P. Bellisario                                       | 19. května 1998      | 22. ledna 2001     |

### Čtvrtá řada (1998–1999)
| Č. v seriálu | Č. v řadě | Původní název               | Český název                  | Režie           | Scénář                                                     | Premiéra v USA (CBS) | Premiéra v ČR      |
| ------------ | --------- | --------------------------- | ---------------------------- | --------------- | ---------------------------------------------------------- | -------------------- | ------------------ |
| 62           | 1         | Gypsy Eyes                  | Oči černé                    | Tony Wharmby    | Donald P. Bellisario                                       | 22. září 1998        | 3. září 1999       |
| 63           | 2         | Embassy                     | Velvyslanectví               | Alan J. Levi    | R. Scott Gemmill                                           | 29. září 1998        | 10. září 1999      |
| 64           | 3         | Innocence                   | Nevina                       | Tony Wharmby    | Dana Coen                                                  | 6. října 1998        | 17. září 1999      |
| 65           | 4         | Going After Francesca       | Cesta za Franceskou          | Alan J. Levi    | Stephen Zito                                               | 13. října 1998       | 24. září 1999      |
| 66           | 5         | The Martin Baker Fan Club   | Martin Bakerův fanklub       | Tony Wharmby    | Dana Coen                                                  | 20. října 1998       | 1. října 1999      |
| 67           | 6         | Act of Terror               | Útok na teroristu            | Alan J. Levi    | Larry Moskowitz                                            | 27. října 1998       | 8. října 1999      |
| 68           | 7         | Angels 30                   | Ve výšce 30 000 stop         | Tony Wharmby    | R. Scott Gemmill                                           | 3. listopadu 1998    | 15. října 1999     |
| 69           | 8         | Mr. Rabb Goes to Washington | Pan Rabb jede do Washingtonu | Jeannot Szwarc  | Stephen Zito                                               | 10. listopadu 1998   | 22. října 1999     |
| 70           | 9         | People v. Mac               | Lid versus MacKenzieová      | Tony Wharmby    | Larry Moskowitz                                            | 17. listopadu 1998   | 29. října 1999     |
| 71           | 10        | The Black Jet               | Černá stíhačka               | Jeannot Szwarc  | David Zabel                                                | 24. listopadu 1998   | 5. listopadu 1999  |
| 72           | 11        | Jaggle Bells                | Rolničky                     | Greg Beeman     | R. Scott Gemmill                                           | 15. prosince 1998    | 12. listopadu 1999 |
| 73           | 12        | Dungaree Justice            | Rychlá spravedlnost          | Hugo Cortina    | David Zabel                                                | 12. ledna 1999       | 19. listopadu 1999 |
| 74           | 13        | War Stories                 | Příběhy z války              | Greg Beeman     | Dana Coen                                                  | 13. ledna 1999       | 26. listopadu 1999 |
| 75           | 14        | Webb of Lies                | Webbovy triky                | Mark Horowitz   | R. Scott Gemmill                                           | 9. února 1999        | 4. prosince 1999   |
| 76           | 15        | Rivers' Run                 | Případ Rivers                | Greg Beeman     | Larry Moskowitz                                            | 16. února 1999       | 11. prosince 1999  |
| 77           | 16        | Silent Service              | Tichá služba                 | Alan J. Levi    | Dana Coen                                                  | 23. února 1999       | 18. prosince 1999  |
| 78           | 17        | Nobody's Child              | Ničí dítě                    | Tony Wharmby    | Stephen Zito                                               | 2. března 1999       | 9. ledna 2000      |
| 79           | 18        | Shakedown                   | Riziková plavba              | Alan J. Levi    | R. Scott Gemmill                                           | 30. března 1999      | 16. ledna 2000     |
| 80           | 19        | The Adversaries             | Protivníci                   | Tony Wharmby    | námět: Dana Coen a Larry Moskowitz scénář: Larry Moskowitz | 13. dubna 1999       | 23. ledna 2000     |
| 81           | 20        | Second Sight                | Šestý smysl                  | Terrence O'Hara | Dana Coen                                                  | 27. dubna 1999       | 30. ledna 2000     |
| 82           | 21        | Wilderness of Mirrors       | Válka zrcadel                | Alan J. Levi    | Paul Levine                                                | 4. května 1999       | 6. února 2000      |
| 83           | 22        | Soul Searching              | Hledání spřízněných duší     | Jeannot Szwarc  | Donald P. Bellisario                                       | 11. května 1999      | 13. února 2000     |
| 84           | 23        | Yeah, Baby                  | Dítě                         | Alan J. Levi    | R. Scott Gemmill                                           | 18. května 1999      | 20. února 2000     |
| 85           | 24        | Goodbyes                    | Loučení                      | Jeannot Szwarc  | Stephen Zito                                               | 25. května 1999      | 27. února 2000     |

### Pátá řada (1999–2000)
| Č. v seriálu | Č. v řadě | Původní název             | Český název                  | Režie                                 | Scénář                                                                                      | Premiéra v USA (CBS) | Premiéra v ČR   |
| ------------ | --------- | ------------------------- | ---------------------------- | ------------------------------------- | ------------------------------------------------------------------------------------------- | -------------------- | --------------- |
| 86           | 1         | King of the Greenie Board | Král pilotů                  | Alan J. Levi                          | John Schulian                                                                               | 21. září 1999        | 6. března 2001  |
| 87           | 2         | Rules of Engagement       | Bojový rozkaz                | Jeannot Szwarc                        | Ed Zuckerman                                                                                | 28. září 1999        | 7. března 2001  |
| 88           | 3         | True Callings             | Ideální povolání             | Alan J. Levi                          | námět: Ed Zuckerman, John Schulian a Paul T. Gillcrist scénář: Ed Zuckerman a John Schulian | 5. října 1999        | 8. března 2001  |
| 89           | 4         | The Return                | Návrat                       | Greg Beeman                           | Larry Moskowitz                                                                             | 12. října 1999       | 12. března 2001 |
| 90           | 5         | Front and Center          | Svědectví                    | Alan Myerson                          | Dana Coen                                                                                   | 19. října 1999       | 13. března 2001 |
| 91           | 6         | Psychic Warrior           | Psychický voják              | Greg Beeman                           | Paul Levine                                                                                 | 2. listopadu 1999    | 14. března 2001 |
| 92           | 7         | Rogue                     | Drsňák                       | Tony Wharmby                          | Larry Moskowitz                                                                             | 9. listopadu 1999    | 15. března 2001 |
| 93           | 8         | The Colonel's Wife        | Plukovníkova žena            | Alan J. Levi                          | John Schulian                                                                               | 16. listopadu 1999   | 19. března 2001 |
| 94           | 9         | Contemptuous Words        | Urážlivé výroky              | Jeannot Szwarc                        | Ed Zuckerman                                                                                | 23. listopadu 1999   | 20. března 2001 |
| 95           | 10        | Mishap                    | Mimořádná událost            | Terrence O'Hara                       | Larry Moskowitz                                                                             | 30. listopadu 1999   | 21. března 2001 |
| 96           | 11        | Ghosts of Christmas Past  | Duchové Vánoc dávno minulých | Alan J. Levi                          | námět: Donald P. Bellisario scénář: Ed Zuckerman a John Schulian                            | 14. prosince 1999    | 22. března 2001 |
| 97           | 12        | Into the Breech           | Cvičný proces                | Mark Horowitz                         | Paul Levine                                                                                 | 11. ledna 2000       | 26. března 2001 |
| 98           | 13        | Life or Death             | Život, nebo smrt             | Tony Wharmby                          | Catherine Stribling                                                                         | 18. ledna 2000       | 27. března 2001 |
| 99           | 14        | Cabin Pressure            | Stav ohrožení                | Jeannot Szwarc                        | Dana Coen                                                                                   | 1. února 2000        | 28. března 2001 |
| 100          | 15        | Boomerang (Part 1)        | Bumerang (1. část)           | Donald P. Bellisario a Jeannot Szwarc | Donald P. Bellisario                                                                        | 8. února 2000        | 29. března 2001 |
| 101          | 16        | Boomerang (Part 2)        | Bumerang (2. část)           | Jeannot Szwarc a Donald P. Bellisario | Donald P. Bellisario                                                                        | 15. února 2000       | 2. dubna 2001   |
| 102          | 17        | People v. Gunny           | Kauza Rotmistr               | Terrence O'Hara                       | Larry Moskowitz                                                                             | 22. února 2000       | 3. dubna 2001   |
| 103          | 18        | The Bridge at Kang So Ri  | Most poblíž Kang So Ri       | Ian Toynton                           | Ed Zuckerman a Paul Levine                                                                  | 29. února 2000       | 4. dubna 2001   |
| 104          | 19        | Promises                  | Sliby                        | Arthur W. Forney                      | John Schulian                                                                               | 28. března 2000      | 5. dubna 2001   |
| 105          | 20        | Drop Zone                 | Zóna seskoku                 | Hugo Cortina                          | Larry Moskowitz                                                                             | 4. dubna 2000        | 9. dubna 2001   |
| 106          | 21        | The Witches of Gulfport   | Čarodějky z Gulfportu        | Tony Wharmby                          | Dana Coen                                                                                   | 25. dubna 2000       | 10. dubna 2001  |
| 107          | 22        | Overdue & Presumed Lost   | Nezvěstné plavidlo           | Tony Wharmby                          | John Schulian a Paul Levine                                                                 | 2. května 2000       | 11. dubna 2001  |
| 108          | 23        | Real Deal Seal            | Výsadkáři na život a na smrt | Terrence O'Hara                       | Paul Levine                                                                                 | 9. května 2000       | 12. dubna 2001  |
| 109          | 24        | Body Talk                 | Justiční omyl                | Terrence O'Hara                       | Dana Coen                                                                                   | 16. května 2000      | 17. dubna 2001  |
| 110          | 25        | Surface Warfare           | Taktické cvičení             | Jeannot Szwarc                        | Ed Zuckerman                                                                                | 23. května 2000      | 18. dubna 2001  |

### Šestá řada (2000–2001)
| Č. v seriálu | Č. v řadě | Původní název                      | Český název            | Režie               | Scénář                                                          | Premiéra v USA (CBS) | Premiéra v ČR      |
| ------------ | --------- | ---------------------------------- | ---------------------- | ------------------- | --------------------------------------------------------------- | -------------------- | ------------------ |
| 111          | 1         | Legacy (Part 1)                    | Odkaz (1. část)        | Terrence O'Hara     | Ed Zuckerman a Paul Levine                                      | 3. října 2000        | 6. října 2001      |
| 112          | 2         | Legacy (Part 2)                    | Odkaz (2. část)        | Terrence O'Hara     | Ed Zuckerman a Paul Levine                                      | 10. října 2000       | 13. října 2001     |
| 113          | 3         | Florida Straits                    | Floridský průliv       | Alan J. Levi        | Dana Coen                                                       | 17. října 2000       | 20. října 2001     |
| 114          | 4         | Flight Risk                        | Havárie                | Bradford May        | Jonathan Robert Kaplan                                          | 24. října 2000       | 27. října 2001     |
| 115          | 5         | JAG TV                             | JAG v televizi         | Scott Brazil        | Patrick Labyorteaux                                             | 31. října 2000       | 3. listopadu 2001  |
| 116          | 6         | The Princess and the Petty Officer | Princezna a námořník   | Alan J. Levi        | Mark Saraceni                                                   | 14. listopadu 2000   | 10. listopadu 2001 |
| 117          | 7         | A Separate Peace (Part 1)          | Rozdílný mír (1. část) | Jeannot Szwarc      | Stephen Zito                                                    | 21. listopadu 2000   | 17. listopadu 2001 |
| 118          | 8         | A Separate Peace (Part 2)          | Rozdílný mír (2. část) | Terrence O'Hara     | Stephen Zito                                                    | 28. listopadu 2000   | 24. listopadu 2001 |
| 119          | 9         | Family Secrets                     | Rodinná tajemství      | Bradford May        | Paul Levine                                                     | 12. prosince 2000    | 1. prosince 2001   |
| 120          | 10        | Touch and Go                       | Choulostivá situace    | James Whitmore, Jr. | Dana Coen                                                       | 9. ledna 2001        | 8. prosince 2001   |
| 121          | 11        | Baby, It's Cold Outside            | Lásko, venku je zima   | Hugo Cortina        | Stephen Zito                                                    | 16. ledna 2001       | 15. prosince 2001  |
| 122          | 12        | Collision Course                   | Osudný kurz            | Greg Beeman         | Jonathan Robert Kaplan                                          | 30. ledna 2001       | 5. ledna 2002      |
| 123          | 13        | Miracles                           | Zázraky                | Mark Horowitz       | Ed Zuckerman                                                    | 6. února 2001        | 6. ledna 2002      |
| 124          | 14        | Killer Instinct                    | Vražedný instinkt      | Jerry London        | Mark Saraceni                                                   | 13. února 2001       | 12. ledna 2002     |
| 125          | 15        | Iron Coffin                        | Železná rakev          | Scott Brazil        | Paul Levine                                                     | 20. února 2001       | 13. ledna 2002     |
| 126          | 16        | Retreat, Hell                      | Útěk z pekla           | Jeannot Szwarc      | Stephen Zito                                                    | 27. února 2001       | 19. ledna 2002     |
| 127          | 17        | Valor                              | Odvaha                 | Terrence O'Hara     | Douglas Stark                                                   | 13. března 2001      | 20. ledna 2002     |
| 128          | 18        | Liberty                            | Vycházka               | Jeannot Szwarc      | Larry Moskowitz                                                 | 27. března 2001      | 26. ledna 2002     |
| 129          | 19        | Salvation                          | Věčná spása            | Bradford May        | Ed Zuckerman                                                    | 10. dubna 2001       | 27. ledna 2002     |
| 130          | 20        | To Walk on Wings                   | Kráčet na křídlech     | Michael Schultz     | námět: Paul Levine a Jonathan Robert Kaplan scénář: Paul Levine | 24. dubna 2001       | 2. února 2002      |
| 131          | 21        | Past Tense                         | Minulý čas             | Bradford May        | Dana Coen                                                       | 1. května 2001       | 9. února 2002      |
| 132          | 22        | Lifeline                           | Čára života            | David James Elliott | Larry Moskowitz                                                 | 8. května 2001       | 16. února 2002     |
| 133          | 23        | Mutiny                             | Vzpoura                | Mark Horowitz       | Ed Zuckerman a Nelson Costello                                  | 15. května 2001      | 23. února 2002     |
| 134          | 24        | Adrift (Part 1)                    | Trosečník (1. část)    | Scott Brazil        | Stephen Zito a Dana Coen                                        | 22. května 2001      | 2. března 2002     |

### Sedmá řada (2001–2002)
| Č. v seriálu | Č. v řadě | Původní název        | Český název           | Režie               | Scénář                                               | Premiéra v USA (CBS) | Premiéra v ČR      |
| ------------ | --------- | -------------------- | --------------------- | ------------------- | ---------------------------------------------------- | -------------------- | ------------------ |
| 135          | 1         | Adrift (Part 2)      | Trosečník (2. část)   | Bradford May        | Dana Coen a Stephen Zito                             | 25. září 2001        | 6. září 2003       |
| 136          | 2         | New Gun in Town      | Nový muž              | Terrence O'Hara     | Stephen Zito                                         | 2. října 2001        | 13. září 2003      |
| 137          | 3         | Measure of Men       | Hodnota člověka       | Bradford May        | Dana Coen                                            | 9. října 2001        | 20. září 2003      |
| 138          | 4         | Guilt                | Vina                  | Greg Beeman         | David Ehrman                                         | 16. října 2001       | 4. října 2003      |
| 139          | 5         | Mixed Messages       | Nejasná zpráva        | Scott Brazil        | Nan Hagan                                            | 23. října 2001       | 11. října 2003     |
| 140          | 6         | Redemption           | Vykoupení             | James Whitmore, Jr. | David Ehrman                                         | 30. října 2001       | 18. října 2003     |
| 141          | 7         | Ambush               | Léčka                 | Bradford May        | Don McGill                                           | 6. listopadu 2001    | 25. října 2003     |
| 142          | 8         | Jagathon             | Jagathon              | Scott Brazil        | námět: Dana Coen a J. Jetsyn Tache scénář: Dana Coen | 13. listopadu 2001   | 1. listopadu 2003  |
| 143          | 9         | Dog Robber (Part 1)  | Pucflek (1. část)     | Terrence O'Hara     | Stephen Zito                                         | 20. listopadu 2001   | 8. listopadu 2003  |
| 144          | 10        | Dog Robber (Part 2)  | Pucflek (2. část)     | Jerry London        | Stephen Zito                                         | 27. listopadu 2001   | 15. listopadu 2003 |
| 145          | 11        | Answered Prayers     | Vyslyšené modlitby    | Terrence O'Hara     | námět: Nan Hagen a Paul Levine scénář: Paul Levine   | 11. prosince 2001    | 22. listopadu 2003 |
| 146          | 12        | Capital Crime        | Hrdelní zločin        | Richard Compton     | Don McGill                                           | 8. ledna 2002        | 29. listopadu 2003 |
| 147          | 13        | Code of Conduct      | Morální kodex         | Dennis Smith        | Dana Coen                                            | 15. ledna 2002       | 6. prosince 2003   |
| 148          | 14        | Odd Man Out          | Jeden musí z kola ven | Michael Switzer     | David Ehrman                                         | 22. ledna 2002       | 13. prosince 2003  |
| 149          | 15        | Head to Toe          | Od hlavy k patě       | Terrence O'Hara     | Dana Coen a Don McGill                               | 5. února 2002        | 3. ledna 2004      |
| 150          | 16        | The Mission          | Bojový úkol           | Rod Hardy           | Stephen Zito                                         | 26. února 2002       | 10. ledna 2004     |
| 151          | 17        | Exculpatory Evidence | Osvobozující důkaz    | Harvey S. Laidman   | Eric A. Morris                                       | 5. března 2002       | 17. ledna 2004     |
| 152          | 18        | Hero Worship         | Pocta hrdinovi        | Rod Hardy           | námět: Dana Coen scénář: Don McGill a Dana Coen      | 12. března 2002      | 17. ledna 2004     |
| 153          | 19        | First Casualty       | První oběť            | Oz Scott            | Paul Levine                                          | 26. března 2002      | 24. ledna 2004     |
| 154          | 20        | Port Chicago         | Port Chicago          | Jeannot Szwarc      | Don McGill                                           | 9. dubna 2002        | 24. ledna 2004     |
| 155          | 21        | Tribunal             | Tribunál              | Mark Horowitz       | Charles Holland                                      | 30. dubna 2002       | 31. ledna 2004     |
| 156          | 22        | Defending His Honor  | Obrana cti            | Jeannot Szwarc      | Lynnie Greene a Richard Levine                       | 7. května 2002       | 31. ledna 2004     |
| 157          | 23        | In Country           | V cizí zemi           | Hugo Cortina        | Dana Coen                                            | 14. května 2002      | 7. února 2004      |
| 158          | 24        | Enemy Below          | Nepřítel pod hladinou | Bradford May        | námět: Donald P. Bellisario scénář: Charles Holland  | 21. května 2002      | 7. února 2004      |

### Osmá řada (2002–2003)
| Č. v seriálu | Č. v řadě | Původní název            | Český název               | Režie                | Scénář                                                                | Premiéra v USA (CBS) | Premiéra v ČR      |
| ------------ | --------- | ------------------------ | ------------------------- | -------------------- | --------------------------------------------------------------------- | -------------------- | ------------------ |
| 159          | 1         | Critical Condition       | V kritickém stavu         | Jeannot Szwarc       | námět: Donald P. Bellisario a Charles Holland scénář: Charles Holland | 24. září 2002        | 5. září 2004       |
| 160          | 2         | The Promised Land        | Země zaslíbená            | Scott Brazil         | Dana Coen                                                             | 1. října 2002        | 12. září 2004      |
| 161          | 3         | Family Business          | Rodinné záležitosti       | Bradford May         | Steven Smith                                                          | 8. října 2002        | 19. září 2004      |
| 162          | 4         | Dangerous Game           | Nebezpečná hra            | Terrence O'Hara      | John Chambers                                                         | 15. října 2002       | 26. září 2004      |
| 163          | 5         | In Thin Air              | Nedostatek kyslíku        | Harvey S. Laidman    | Don McGill                                                            | 22. října 2002       | 3. října 2004      |
| 164          | 6         | Offensive Action         | Nevhodné chování          | Dennis Smith         | Lynnie Greene a Richard Levine                                        | 29. října 2002       | 10. října 2004     |
| 165          | 7         | Need to Know             | Přísně tajné              | Bradford May         | Philip DeGuere, Jr.                                                   | 5. listopadu 2002    | 17. října 2004     |
| 166          | 8         | Ready or Not             | Připraveni, nebo ne?      | Philip Sgriccia      | Don McGill                                                            | 12. listopadu 2002   | 24. října 2004     |
| 167          | 9         | When the Bough Breaks    | Když se lano přetrhne     | Richard Compton      | Darcy Meyers                                                          | 19. listopadu 2002   | 31. října 2004     |
| 168          | 10        | The Killer               | Zabiják                   | Michael Schultz      | Charles Holland                                                       | 26. listopadu 2002   | 7. listopadu 2004  |
| 169          | 11        | All Ye Faithful          | Všichni mí věrní          | Kenneth Johnson      | Dana Coen                                                             | 17. prosince 2002    | 14. listopadu 2004 |
| 170          | 12        | Complications            | Komplikace                | Bradford May         | Paul Levine                                                           | 7. ledna 2003        | 21. listopadu 2004 |
| 171          | 13        | Standards of Conduct     | Morální normy chování     | Rod Hardy            | Philip DeGuere, Jr.                                                   | 21. ledna 2003       | 28. listopadu 2004 |
| 172          | 14        | Each of Us Angels        | Všichni jsme andělé       | Bradford May         | Darcy Meyers                                                          | 4. února 2003        | 5. prosince 2004   |
| 173          | 15        | Friendly Fire            | Střelba do vlastních      | Kenneth Johnson      | Paul Levine                                                           | 11. února 2003       | 12. prosince 2004  |
| 174          | 16        | Heart and Soul           | Srdce a duše              | Bradford May         | Dana Coen                                                             | 18. února 2003       | 19. prosince 2004  |
| 175          | 17        | Empty Quiver             | Prázdné hnízdo            | Kenneth Johnson      | Philip DeGuere, Jr.                                                   | 25. února 2003       | 9. ledna 2005      |
| 176          | 18        | Fortunate Son            | Dítě štěstěny             | Terrence O'Hara      | Darcy Meyers                                                          | 18. března 2003      | 16. ledna 2005     |
| 177          | 19        | Second Acts              | Druhá dějství             | Kenneth Johnson      | námět: Don McGill scénář: Philip DeGuere, Jr.                         | 1. dubna 2003        | 23. ledna 2005     |
| 178          | 20        | Ice Queen                | Ledová královna           | Donald P. Bellisario | Donald P. Bellisario a Don McGill                                     | 22. dubna 2003       | 30. ledna 2005     |
| 179          | 21        | Meltdown                 | Když tají ledy            | Scott Brazil         | Donald P. Bellisario a Don McGill                                     | 29. dubna 2003       | 6. února 2005      |
| 180          | 22        | Lawyers, Guns, and Money | Právníci, zbraně a peníze | Bradford May         | Dana Coen a Stephen Zito                                              | 6. května 2003       | 13. února 2005     |
| 181          | 23        | Pas de Deux              | Pas de Deux               | Bradford May         | Dana Coen a Stephen Zito                                              | 13. května 2003      | 20. února 2005     |
| 182          | 24        | A Tangled Webb (Part 1)  | Bojovník Webb (1. část)   | Bradford May         | Stephen Zito                                                          | 20. května 2003      | 27. února 2005     |

### Devátá řada (2003–2004)
| Č. v seriálu | Č. v řadě | Původní název              | Český název                    | Režie               | Scénář                    | Premiéra v USA (CBS) | Premiéra v ČR      |
| ------------ | --------- | -------------------------- | ------------------------------ | ------------------- | ------------------------- | -------------------- | ------------------ |
| 183          | 1         | A Tangled Webb (Part 2)    | Bojovník Webb (2. část)        | Bradford May        | Stephen Zito              | 26. září 2003        | 15. října 2005     |
| 184          | 2         | Shifting Sands             | Písečné přesypy                | Jeannot Szwarc      | Dana Coen                 | 3. října 2003        | 22. října 2005     |
| 185          | 3         | Secret Agent Man           | Tajný agent                    | Bradford May        | Darcy Meyers              | 10. října 2003       | 29. října 2005     |
| 186          | 4         | The One That Got Away      | Ten, který utekl               | Kenneth Johnson     | Thomas L. Moran           | 17. října 2003       | 5. listopadu 2005  |
| 187          | 5         | Touchdown                  | Touchdown                      | Dennis Smith        | Matt Witten               | 24. října 2003       | 19. listopadu 2005 |
| 188          | 6         | Back in the Saddle         | Zpátky v sedle                 | Kenneth Johnson     | Stephen Zito              | 31. října 2003       | 26. listopadu 2005 |
| 189          | 7         | Close Quarters             | Karanténa                      | Bradford May        | Dana Coen                 | 7. listopadu 2003    | 3. prosince 2005   |
| 190          | 8         | Posse Comitatus            | Posse comitatus                | Stephen Cragg       | Paul Levine               | 14. listopadu 2003   | 10. prosince 2005  |
| 191          | 9         | The Boast                  | Rána do týla                   | Bradford May        | Matt Witten               | 21. listopadu 2003   | 17. prosince 2005  |
| 192          | 10        | Pulse Rate                 | Tepová frekvence               | LeVar Burton        | Darcy Meyers              | 2. prosince 2003     | 17. ledna 2007     |
| 193          | 11        | A Merry Little Christmas   | Veselé Vánoce                  | Bradford May        | Stephen Zito              | 12. prosince 2003    | 18. ledna 2007     |
| 194          | 12        | A Girl's Best Friend       | Ženin nejlepší přítel          | James Keach         | Darcy Meyers              | 9. ledna 2004        | 19. ledna 2007     |
| 195          | 13        | Good Intentions            | Nejlepší úmysly                | Michael Fresco      | Thomas L. Moran           | 16. ledna 2004       | 22. ledna 2007     |
| 196          | 14        | People v. SecNav           | Lid versus ministr námořnictva | Dennis Smith        | Larry Moskowitz           | 6. února 2004        | 23. ledna 2007     |
| 197          | 15        | Crash                      | Havárie                        | Bradford May        | Matt Witten               | 13. února 2004       | 24. ledna 2007     |
| 198          | 16        | Persian Gulf               | Perský záliv                   | Kenneth Johnson     | Philip DeGuere, Jr.       | 20. února 2004       | 25. ledna 2007     |
| 199          | 17        | Take It Like a Man         | Ber to jako chlap              | David James Elliott | Darcy Meyers              | 27. února 2004       | 26. ledna 2007     |
| 200          | 18        | What If?                   | Co když?                       | Kenneth Johnson     | Stephen Zito a Don McGill | 12. března 2004      | 29. ledna 2007     |
| 201          | 19        | Hard Time                  | Těžké časy                     | Bradford May        | Dana Coen                 | 2. dubna 2004        | 30. ledna 2007     |
| 202          | 20        | Fighting Words             | Bojovná slova                  | Jeannot Szwarc      | Matt Witten               | 30. dubna 2004       | 31. ledna 2007     |
| 203          | 21        | Coming Home                | Návrat domů                    | Bradford May        | Stephen Zito              | 7. května 2004       | 1. února 2007      |
| 204          | 22        | Trojan Horse               | Trojský kůň                    | Peter Ellis         | Darcy Meyers              | 14. května 2004      | 2. února 2007      |
| 205          | 23        | Hail and Farewell (Part 1) | Sbohem a šáteček (1. část)     | Dennis Smith        | Dana Coen                 | 21. května 2004      | 5. února 2007      |

### Desátá řada (2004–2005)
| Č. v seriálu | Č. v řadě | Původní název                 | Český název                     | Režie               | Scénář                                                                | Premiéra v USA (CBS) | Premiéra v ČR  |
| ------------ | --------- | ----------------------------- | ------------------------------- | ------------------- | --------------------------------------------------------------------- | -------------------- | -------------- |
| 206          | 1         | Hail and Farewell (Part 2)    | Sbohem a šáteček (2. část)      | Terrence O'Hara     | Stephen Zito                                                          | 24. září 2004        | 6. února 2007  |
| 207          | 2         | Corporate Raiders             | Firemní zabijáci                | Bradford May        | Don McGill                                                            | 1. října 2004        | 7. února 2007  |
| 208          | 3         | Retrial                       | Obnova řízení                   | Jeannot Szwarc      | Larry Moskowitz                                                       | 15. října 2004       | 8. února 2007  |
| 209          | 4         | Whole New Ball Game           | Nový vítr                       | Terrence O'Hara     | Darcy Meyers                                                          | 29. října 2004       | 9. února 2007  |
| 210          | 5         | This Just In from Baghdad     | Zpráva z Bagdádu                | Bradford May        | Philip DeGuere, Jr.                                                   | 5. listopadu 2004    | 12. února 2007 |
| 211          | 6         | One Big Boat                  | Pořádně velká loď               | Kenneth Johnson     | Dana Coen                                                             | 12. listopadu 2004   | 13. února 2007 |
| 212          | 7         | Camp Delta                    | Tábor Delta                     | Oz Scott            | Larry Moskowitz                                                       | 19. listopadu 2004   | 14. února 2007 |
| 213          | 8         | There Goes the Neighborhood   | V sousedství                    | David James Elliott | Darcy Meyers                                                          | 26. listopadu 2004   | 15. února 2007 |
| 214          | 9         | The Man on the Bridge         | Muž na mostě                    | Vern Gillum         | Don McGill                                                            | 10. prosince 2004    | 16. února 2007 |
| 215          | 10        | The Four Percent Solution     | Čtyřprocentní řešení            | Dennis Smith        | Dana Coen                                                             | 17. prosince 2004    | 19. února 2007 |
| 216          | 11        | Automatic for the People      | Automat pro lidi                | Kenneth Johnson     | námět: Philip DeGuere, Jr. a Darcy Meyers scénář: Philip DeGuere, Jr. | 7. ledna 2005        | 20. února 2007 |
| 217          | 12        | The Sixth Juror               | Šestý porotce                   | Bradford May        | Paul Levine                                                           | 14. ledna 2005       | 21. února 2007 |
| 218          | 13        | Heart of Darkness             | Srdce temnoty                   | Bradford May        | Paul Levine                                                           | 4. února 2005        | 22. února 2007 |
| 219          | 14        | Fit for Duty                  | Schopen služby                  | Randy D. Wiles      | Don McGill a Darcy Meyers                                             | 11. února 2005       | 23. února 2007 |
| 220          | 15        | Bridging the Gulf             | Přemostění zálivu               | Dennis Smith        | Larry Moskowitz                                                       | 18. února 2005       | 26. února 2007 |
| 221          | 16        | Straits of Malacca            | Úžiny Malacca                   | Richard Compton     | Darcy Meyers                                                          | 25. února 2005       | 27. února 2007 |
| 222          | 17        | JAG: San Diego                | JAG: San Diego                  | Vern Gillum         | námět: Larry Moskowitz scénář: Don McGill a Larry Moskowitz           | 11. března 2005      | 28. února 2007 |
| 223          | 18        | Death at the Mosque           | Smrt v mešitě                   | Bradford May        | Stephen Zito                                                          | 1. dubna 2005        | 1. března 2007 |
| 224          | 19        | Two Towns                     | Dvě města                       | Kenneth Johnson     | Dana Coen                                                             | 8. dubna 2005        | 2. března 2007 |
| 225          | 20        | Unknown Soldier               | Neznámý voják                   | Mike Vejar          | námět: Joseph C. Wilson scénář: Aurorae Khoo a Stephen Lyons          | 15. dubna 2005       | 5. března 2007 |
| 226          | 21        | Dream Team                    | Skvělá dvojka                   | Vern Gillum         | Larry Moskowitz a Don McGill                                          | 22. dubna 2005       | 6. března 2007 |
| 227          | 22        | Fair Winds and Following Seas | Příznivé větry a stoupenci moří | Bradford May        | Stephen Zito                                                          | 29. dubna 2005       | 7. března 2007 |